# Estació de trens de Goebelsmuhle
L'Estació de trens de Goebelsmuhle (en luxemburguès: Giewelsmillen; en francès: Gare de Goebelsmuhle, en alemany: Bahnhof Goebelsmühle) és una estació de tren que es troba a Goebelsmuhle, al nord-est de Luxemburg. La companyia estatal propietària és Chemins de Fer Luxembourgeois. L'estació està situada en el ramal ferroviari de la línia 10 CFL, que connecta la ciutat de Luxemburg amb el centre i nord del país.

## Servei
Goebelsmuhle rep els serveis ferroviaris pels trens de Regional Express (RE) amb relació a la línia 10 CFL entre Luxemburg i Troisvierges, o Gouvy durant les hores punta. Intercity (IC) també realitza serveis entre Luxemburg i Liers (Bèlgica)